# زرشک چوچوکو
زرشک چوچوکو (نام علمی: Berberis chochoco) نام یک گونه از سرده زرشک است.